# Osman Okkan
Osman Okkan (* 1947 in Ankara) ist ein deutsch-türkischer Journalist und Filmemacher.

## Leben
Okkan wurde in der Türkei geboren und kam 1965 nach Deutschland. Er studierte von 1966 bis 1976 Volkswirtschaft, Soziologie und Politologie an der Westfälischen Wilhelms-Universität in Münster. (M.A.). Danach war er als freiberuflicher Journalist für deutsche und türkische Medien tätig. Von 1986 bis 2006 war er Dokumentarfilmer beim WDR. Er begründete das Kulturforum Türkei Deutschland, dessen Vorstandssprecher er heute ist. Im Jahr 2009 war er Mitbegründer des Hrant Dink Forums Köln.
Er war in den vergangenen Jahren verantwortlich für mehrere Dokumentarfilme für den WDR und arte.

## Auszeichnungen
- 2004: Öngören-Preis (gemeinsam mit Simone Sitte) des Nürnberger 'Filmfestival Türkei Deutschland' für Vertrieben für Frieden[2]
- 2012: Verdienstorden des Landes Nordrhein-Westfalen[3]
- 2014: Bundesverdienstkreuz am Bande[4]
- 2024: Ehrenpreis - Kölner Kulturpreis[5]

## Filmografie
- 1993: Dichter & Rebell: Nazim Hikmet
- 1996: Gedanken wie Zündstoff – Intellektuelle in der Türkei
- 1997: Zwischen Poesie & Politik: Yaşar Kemal
- 2003: Vertrieben für Frieden – Als Griechen und Türken getrennt wurden
- 2009: Mordakte Hrant Dink – Armenier in der Türkei